# Бормида-Ђенепро (Савона)
Бормида-Ђенепро је насеље у Италији у округу Савона, региону Лигурија.
Према процени из 2011. у насељу је живело 3407 становника. Насеље се налази на надморској висини од 407 м.